# Eclipse (Pferd)
Eclipse (* 1. April 1764; † 27. Februar 1789) war ein englisches Rennpferd. Der Fuchshengst sollte ein Stammvater der Pferderasse Englisches Vollblut werden. Seine Schulterhöhe (Stockmaß) betrug circa 1,60 m – nach englischem Maß 63 Inches – für damalige Verhältnisse ein großes, heute ein eher kleines Rennpferd.
Eclipse wurde wiederholt von George Stubbs porträtiert, der für seine realistischen Gemälde von Pferden berühmt war.

## Abstammung
Eclipse stammt von Marske a. d. Spiletta von Regulus. Marske hatte die Jockey Club Plate (100 Guinees) gewonnen, galt aber nicht als das beste Rennpferd seiner Generation, Spiletta hat kein Rennen bestritten. Nach neueren Untersuchungen könnte auch Shakespeare der mögliche Vater von Eclipse sein. Der Urgroßvater mütterlicherseits (fachsprachlich: der dritte Vater in mütterlicher Linie) war Godolphin Arabian, der aus dem arabischen Kulturraum stammte und als einer der Gründungsväter der Englischen Vollblutrasse gilt. Der ca. 1724 geborene Hengst gehörte zu einer Gruppe von Pferden, die der Bey von Tunis dem französischen König Ludwig XV. schenkte. Der Hengst fand aber am französischen Hof offenbar keinen Gefallen und gelangte in den Besitz des Engländers Edward Coke, der ihn als Deckhengst für sein Gestüt in Derbyshire übernahm.
Direkter väterlicher Ahn ist Darley Arabian. Der Araber-Hengst wurde 1700 vermutlich in Syrien geboren und von dem englischen Kaufmann Thomas Darley 1704 nach Aldby Park, Buttercrambe im englischen North Yorkshire exportiert, wo er auf dem Landsitz der Darley-Familie als Deckhengst eingesetzt wurde. Flying Childers war der erfolgreichste direkte Nachkomme dieses Hengstes. Bleeding Childers, der dritte Vater in väterlicher Linie, ist der Vollbruder dieses Hengstes und lief nie Rennen, weil er bei größerer Anstrengung aus den Nüstern zu bluten begann. Während Flying Childers nach Abschluss seiner Rennkarriere auf dem Gestüt des Duke of Devonshire stand und dort fast ausschließlich Stuten im Besitz des Herzogs deckte, ließen eine Reihe von Züchtern ihre Stuten durch Bleeding Childers decken, weil dieser nicht nur von denselben Elterntieren abstammte, sondern auch vergleichsweise geringe Deckgebühren kostete.

## Leben

Nachstich der Karte der Sonnenfinsternis vom 1. April 1764, von Élisabeth-Claire Tardieu

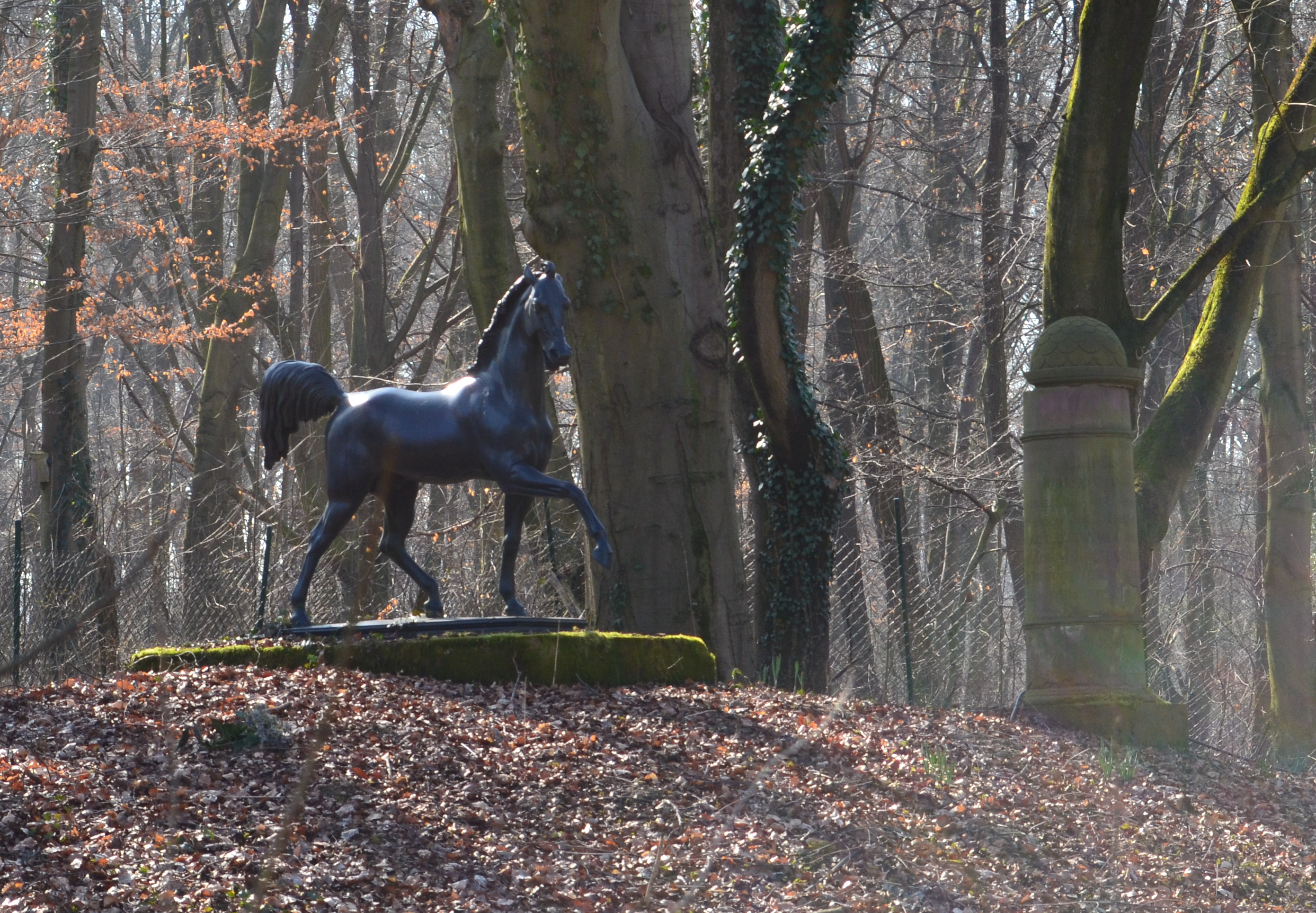
Pferdestandbild Eclipse im Park Louisa in Frankfurt/Main

Eclipse erhielt seinen Namen nach der an seinem überlieferten Geburtstag aufgetretenen (und von Nicole-Reine Lepaute zuvor berechneten) ringförmigen Sonnenfinsternis (engl. [solar] eclipse = „Sonnenfinsternis“).
Gezüchtet wurde Eclipse vom englischen Herzog von Cumberland Wilhelm August, einem Sohn von König Georg II. Eclipse wurde nach dem Tod des Herzogs (1765) an den Züchter William Wildeman für 75 Guinees verkauft. Nach seinem zweiten Sieg in einem Rennen (Mai 1769) zeigte der irische Abenteurer Colonel Dennis O’Kelly großes Interesse und kaufte Eclipse in zwei Schritten (50 Prozent im Juni 1769 für 650 Guinees, 50 Prozent im April 1770 für 1100 Guinees). Ab 1771 bestritt Eclipse keine Pferderennen mehr, da niemand mehr auf ein anderes Pferd wetten wollte, sobald er an der Startstelle eines Rennens erschien. Von nun an wurde er in der Zucht eingesetzt.
Eclipse starb im Alter von 24 Jahren an den Folgen einer Kolik. Bei seiner Autopsie durch Charles Vial de Sainbel wurde ein ungewöhnlich großes Herz entdeckt, das als Grund für seine überragenden Rennleistungen herhielt. Sein präpariertes Skelett ist heute im Nationalen Pferdemuseum in Newmarket zu sehen. Die Authentizität des Skeletts ist allerdings umstritten. Man vermutet, dass es sich nur teilweise um Originalknochen handelt.

## Leben als Rennpferd
Am 3. Mai 1769 nahm Eclipse in Epsom zum ersten Mal an einem Pferderennen teil, das er mit großem Abstand zum Rest des Feldes gewann. Eclipse blieb in allen seinen 18 Rennen ungeschlagen, elf dieser Rennen waren sogenannte »King's Plates«, nach heutigen Begriffen bedeutende Zuchtrennen. Sieben dieser »King's Plates« gewann er im Alleingang (sogenannte »walk over«). Eclipse stellte auch Rekorde auf. Allerdings darf man den überlieferten Zeiten nicht immer Glauben schenken, wie z. B. den 6:04 min in einem Rennen über 7190 m, bei dieser Zeit könnte es sich um einen Zahlendreher handeln, weil 9:04 min für diese Distanz als eine realistische Zeit anzusehen sind. Da Eclipse fast jedes Rennen überlegen gewann, lautete der Richterspruch häufig: „Eclipse the first, the rest nowhere!“ (Eclipse Erster, der Rest nirgendwo!) – d. h., die Gegner hatten noch nicht einmal den Distanzpfosten ca. 240 yards vor dem Ziel erreicht, wenn Eclipse die Ziellinie überlief. Seine Gegner wurden damit summarisch unter »ferner liefen« notiert, wobei die weitere Reihenfolge des Zieleinlaufs keine Rolle mehr spielte.

## Nachfahren
Wie viele Fohlen Eclipse zeugte, ist unklar. Die Zahlen reichen von 335 über 344 bis zu 400. Sicher ist aber, dass seine direkten Nachkommen in England 862 Rennen im Werte von 158.047 £ gewannen, eine nach heutigem Geldwert immens hohe Preisgeldsumme. Drei seiner Nachkommen gewannen das Derby. Dies waren Young Eclipse (1781), Saltram (1783) und Sergeant (1784). Auch Pot-8-os, ein weiterer Sohn von Eclipse, war ein überaus erfolgreiches Rennpferd. Überraschenderweise war er nie Champion-Vaterpferd von England, in dieser Jahreswertung belegte er elf Mal den zweiten Platz, zumeist hinter Herod. Heute stammen aber über 90 % aller lebenden Vollblüter in direkter männlicher Linie von Eclipse ab.  In kompletten Stammtafeln dieser Pferde erscheint er jeweils einige 100 Mal. Hingegen sind die männlichen Linien von Herod und Matchem, zu Lebzeiten von Eclipse die erfolgreicheren Vaterpferde, fast ausgestorben. Diese Hengste sind dennoch in dem kompletten Stammtafeln heutiger Vollblüter ähnlich häufig wie Eclipse vorzufinden.
Die bedeutendsten gemeinsamen Merkmale seiner Nachkommen waren Reizbarkeit, aber auch Schnelligkeit und Frühreife – insofern war er nach heutigen vollblutzüchterischen Maßstäben ein sehr moderner Vererber.
Die von Eclipse gezeugten Derbysieger waren aber nicht die großen Vererber. Dies waren vielmehr Pot-8-Os (1773), Joe Andrew (1778) und Mercury (1778). Von diesen war wiederum Pot-8-Os der bedeutendste. Der sonderbar wirkende Name rührt daher, dass der Stallknecht, der den Namen an die Boxentür des Pferdes schreiben sollte, Potato nicht kannte und schrieb, was er verstanden hat.

## Pedigree
| Vater Marske (GB) 1750     | Squirt 1732    | Bleeding Childers 1716      | Darley Arabian 1700         |
| Vater Marske (GB) 1750     | Squirt 1732    | Bleeding Childers 1716      | Betty Leedes                |
| Vater Marske (GB) 1750     | Squirt 1732    | Sister to Old Country Wench | Snake*                      |
| Vater Marske (GB) 1750     | Squirt 1732    | Sister to Old Country Wench | Grey Wilkes                 |
| Vater Marske (GB) 1750     | The Ruby Mare  | Blacklegs                   | Hutton's Bay Turk           |
| Vater Marske (GB) 1750     | The Ruby Mare  | Blacklegs                   | Coneyskins mare             |
| Vater Marske (GB) 1750     | The Ruby Mare  | Bay Bolton mare             | Bay Bolton                  |
| Vater Marske (GB) 1750     | The Ruby Mare  | Bay Bolton mare             | Fox Cub mare                |
| Mutter Spilletta (GB) 1749 | Regulus 1739   | Godolphin Arabian circa1724 | (unbekannt)                 |
| Mutter Spilletta (GB) 1749 | Regulus 1739   | Godolphin Arabian circa1724 | (unbekannt)                 |
| Mutter Spilletta (GB) 1749 | Regulus 1739   | Grey Robinson               | Bald Galloway               |
| Mutter Spilletta (GB) 1749 | Regulus 1739   | Grey Robinson               | Sister to Old Country Wench |
| Mutter Spilletta (GB) 1749 | Mother Western | Easby Snake                 | Snake*                      |
| Mutter Spilletta (GB) 1749 | Mother Western | Easby Snake                 | Akaster Turk mare           |
| Mutter Spilletta (GB) 1749 | Mother Western | Old Montagu mare            | Old Montagu                 |
| Mutter Spilletta (GB) 1749 | Mother Western | Old Montagu mare            | Hautboy mare                |

## Einzelbelege
1. ↑  McGrath: Mr. Darley's Arabian. Kapitel „The most esteemed race amongst the Arrabs both by Syre and Dam“, E-Book Position 333.
2. ↑  The Works of Charles Vial de Sainbel. In: The monthly Review or literary journal enlarged, Jahrgang 1796, S. 149 (online bei ANNO).
3. ↑  Vollblüter mit klaren Verwandtschaftsverhältnissen. In: ORF ON Science. Abgerufen am 25. November 2017.
4. ↑  95 % of thoroughbreds linked to one superstud. In: New Scientist. 6. September 2005, abgerufen am 14. Dezember 2018.
5. ↑  Thoroughbred Bloodlines: Lister's Turk Abgerufen am 21. August 2011.